# Prunus ×yedoensis
Hybride
Parent  A  de l'hybridation 
  Prunus subhirtella 
×

Parent B de l'hybridation 
  Prunus speciosa 
Classification APG III (2009)
Prunus ×yedoensis, appelé communément cerisier Yoshino (染井吉野, Somei-Yoshino), est une espèce de plantes à fleurs de la famille des Rosaceae.
Ce cerisier à fleurs du Japon serait un hybride entre Prunus lannesiana var. speciosa et Prunus subhirtella var. pendula et aurait été créé vers 1720 dans la région de Edo (Tokyo).
Il est différent du taxon natif à la Corée.

## Description

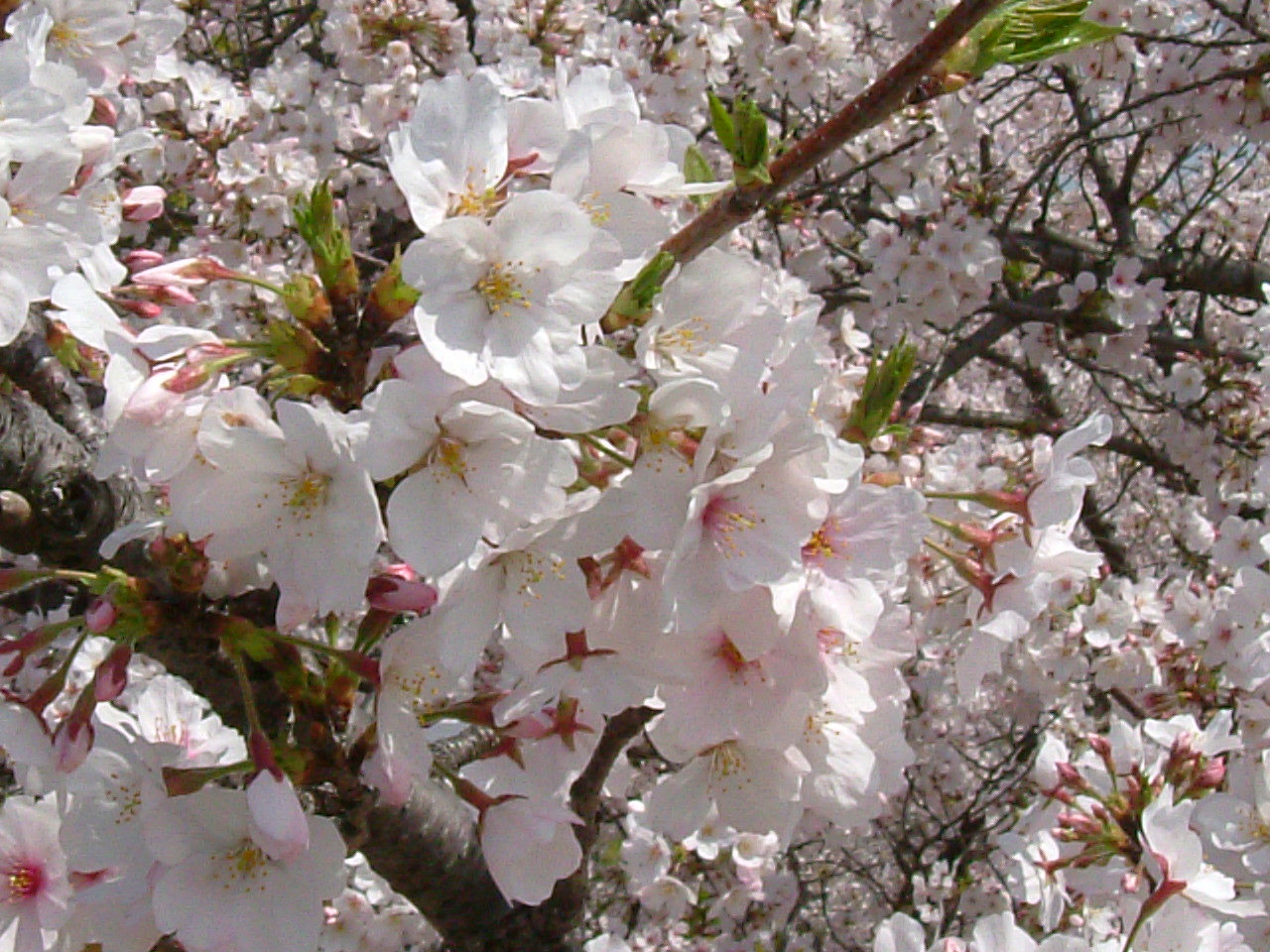
Fleurs du Prunus ×yedoensis ou sakura nom générique des cerisiers ornementaux du Japon : cette dénomination comprend plusieurs espèces dont celle-ci, le cerisier Yoshino, est la plus appréciée et cultivée au Japon, avec Prunus serrulata.

C'est un petit arbre ornemental de 10 à 15 m de haut, à croissance rapide et à floraison printanière (début avril en climat tempéré).
Son écorce est gris clair.
Les fleurs, rosées quand les bourgeons éclosent, blanchissent par la suite. Elles forment des grappes composées de cinq à six fleurs au parfum d'amande.
Le feuillage, caduc, devient jaune-or en automne.

## Culture
Le cerisier Yoshino est un arbre de croissance rapide. Il préfère le plein soleil et un sol bien drainé, plutôt acide. Il est sensible à la sécheresse.
Cet hybride non fertile est multiplié de façon végétative.

## Sakura et Hanami
Les Japonais célèbrent la floraison des cerisiers à fleurs (sakura) lors de manifestations appelées Hanami.
Prunus ×yedoensis est le cerisier ornemental le plus apprécié et cultivé au Japon. Présent sur tout l'archipel, à l'exception de la Préfecture d'Okinawa au climat subtropical, c'est le cerisier utilisé par les météorologistes japonais pour indiquer le front de floraison des cerisiers.

## Uniformité génétique
L'uniformité génétique de Prunus ×yedoensis implique que la date de floraison n'est que peu influencée par de possibles variations génétiques, mais principalement par les conditions climatiques. Cette uniformité génétique s'explique par le fait que presque tous les Prunus ×yedoensis du Japon seraient issus par multiplication végétative d'un seul et unique croisement qui aurait été effectué au début du XVIIIe s.
Les plantes à faible variabilité génétique comme Prunus ×yedoensis intéressent les spécialistes de la climatologie.

## Liste des sous-espèces
Selon Catalogue of Life (9 avr. 2012) :
- sous-espèce Prunus ×yedoensis f. mishimazakura
- sous-espèce Prunus ×yedoensis f. nudiflora
- sous-espèce Prunus ×yedoensis f. shojo
- sous-espèce Prunus ×yedoensis f. surugazakura
- sous-espèce Prunus ×yedoensis f. taizanfukun
- sous-espèce Prunus ×yedoensis var. angustipetala Chan S.Kim & M.H.Kim
- sous-espèce Prunus ×yedoensis var. candida
- sous-espèce Prunus ×yedoensis var. grandiflora
- sous-espèce Prunus ×yedoensis var. manadzurulittorea
- sous-espèce Prunus ×yedoensis var. nudiflora
- sous-espèce Prunus ×yedoensis var. perpendens
- sous-espèce Prunus ×yedoensis var. rubriflora
- sous-espèce Prunus ×yedoensis var. surugazakura